# Franz Xaver Murschhauser
Franz Xaver (Anton) Murschhauser (getauft 1. Juli 1663 in Zabern; † 6. Januar 1738 in München) war ein deutscher Organist und Komponist.

## Leben und Wirken
Franz Xaver (Anton) Murschhauser schloss 1678 seine Gymnasialstudien am Jesuitengymnasium München (heute Wilhelmsgymnasium München) ab.
Er erhielt seine musikalische Ausbildung in München als Schüler von Johann Caspar von Kerll. Von 1691 bis zu seinem Tod war er Organist der Frauenkirche in München.
Er verfasste Werke für Orgel, zehn Psalmen (fünf davon a cappella) und ein Laudate. Das Octi-tonium novum organicum (1696) enthält durch Praeludium und Finale eingeschlossene Versetten-Zyklen in den acht Kirchentönen, alternativ zu Psalmen und Magnificat zu spielen, wie in der katholischen süddeutschen Kirchenmusikpraxis der Zeit üblich. Dazu kommen Variationszyklen zur Weihnachtszeit, darunter die Variationes super Cantilenam „Last unß daß Kindelein wiegen“ per imitationem Cuculi, also mit ständigem „Kuckucksruf“. Das Prototypon longo-breve, erschienen in zwei Teilen 1703 und 1707, umfasst Vor- und Nachspiele, die bei Figuralmusik verwendbar sind.

## Werke

### Kompositionen
- Octi-tonium novum organicum, octo tonis ecclesiasticis, ad Psalmos, & magnificat. Augsburg 1696.
- Vespertinus latriae et hyperduliae cultus. Ulm 1700.
- Prototypon longo-breve organicum. Nürnberg 1703.

### Theoretische Werke
- Fundamentalische kurz- und bequeme Handleitung sowohl zur Figural als Choral Music. München 1707.
- Academia musico-poetica bipartita, oder Hohe Schul der musicalischen Composition. Nürnberg 1721.